# José Francisco da Terra Brum, 2.º Barão de Alagoa
José Francisco da Terra Brum, 2º Barão de Alagoa (Horta, 24 de setembro de 1809 – Horta, 3 de setembro de 1844), filho de José da Terra Brum, 1º Barão de Alagoa. Terra Brum herdou todas as propriedades do seu pai e viveu no Faial durante toda a sua vida.
Terra Brum foi descendente de Josse van Aertrycke, fidalgo flamengo, um dos primeiros colonizadores do Faial no século XV.

## Casamento e descendência
Terra Brum casou-se com Maria Júlia Terra Caravalhal em 9 de fevereiro de 1832 e tiveram os seguintes filhos:
- Maria (1843), faleceu logo após o nascimento;
- Maria da Glória Terra (1838 – ?), casou-se com seu primo José Francisco da Câmara Berquó.